# Anton Dimant

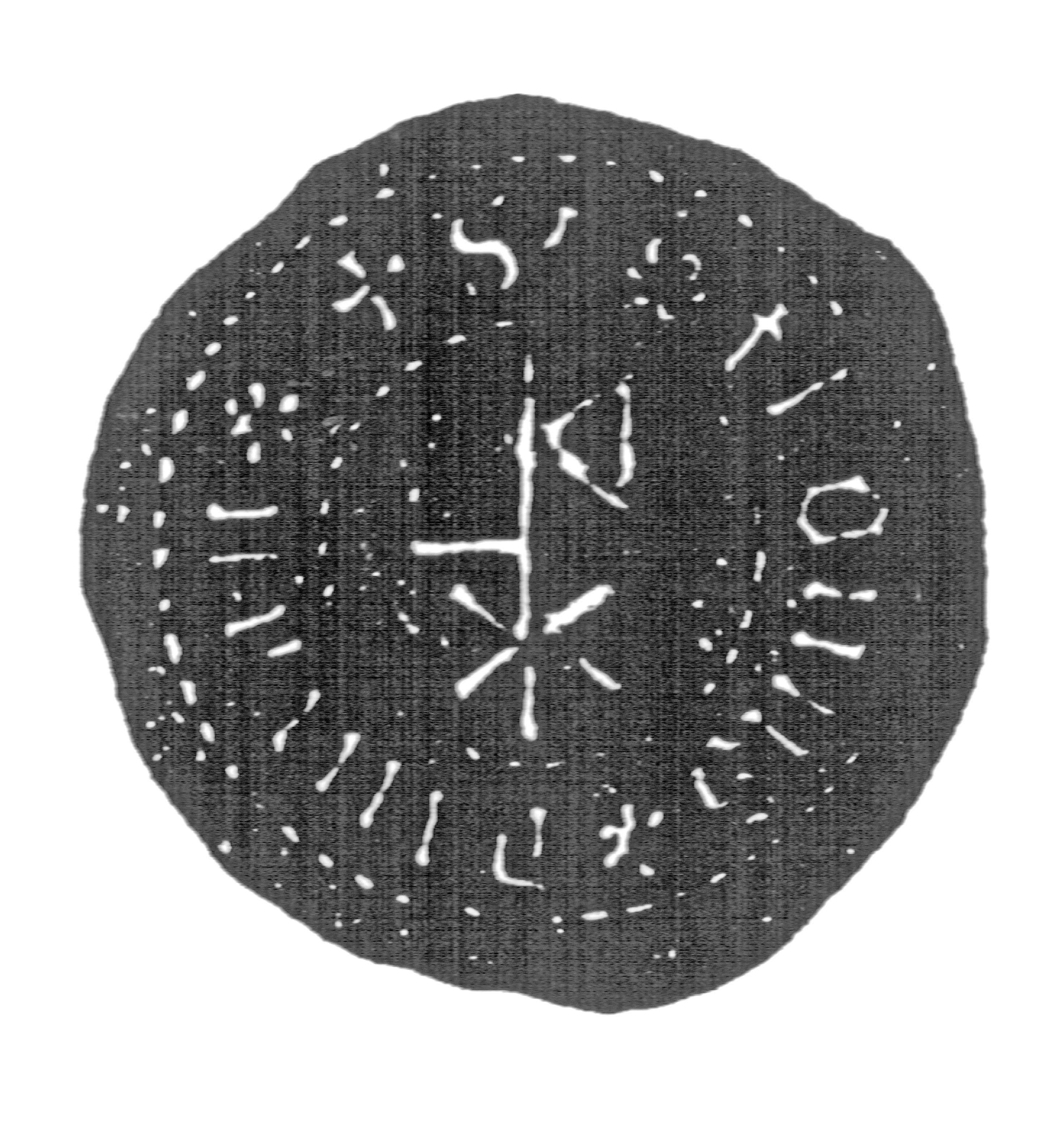
Siegel des Anton Dimant um 1480 (mit Hauszeichen)

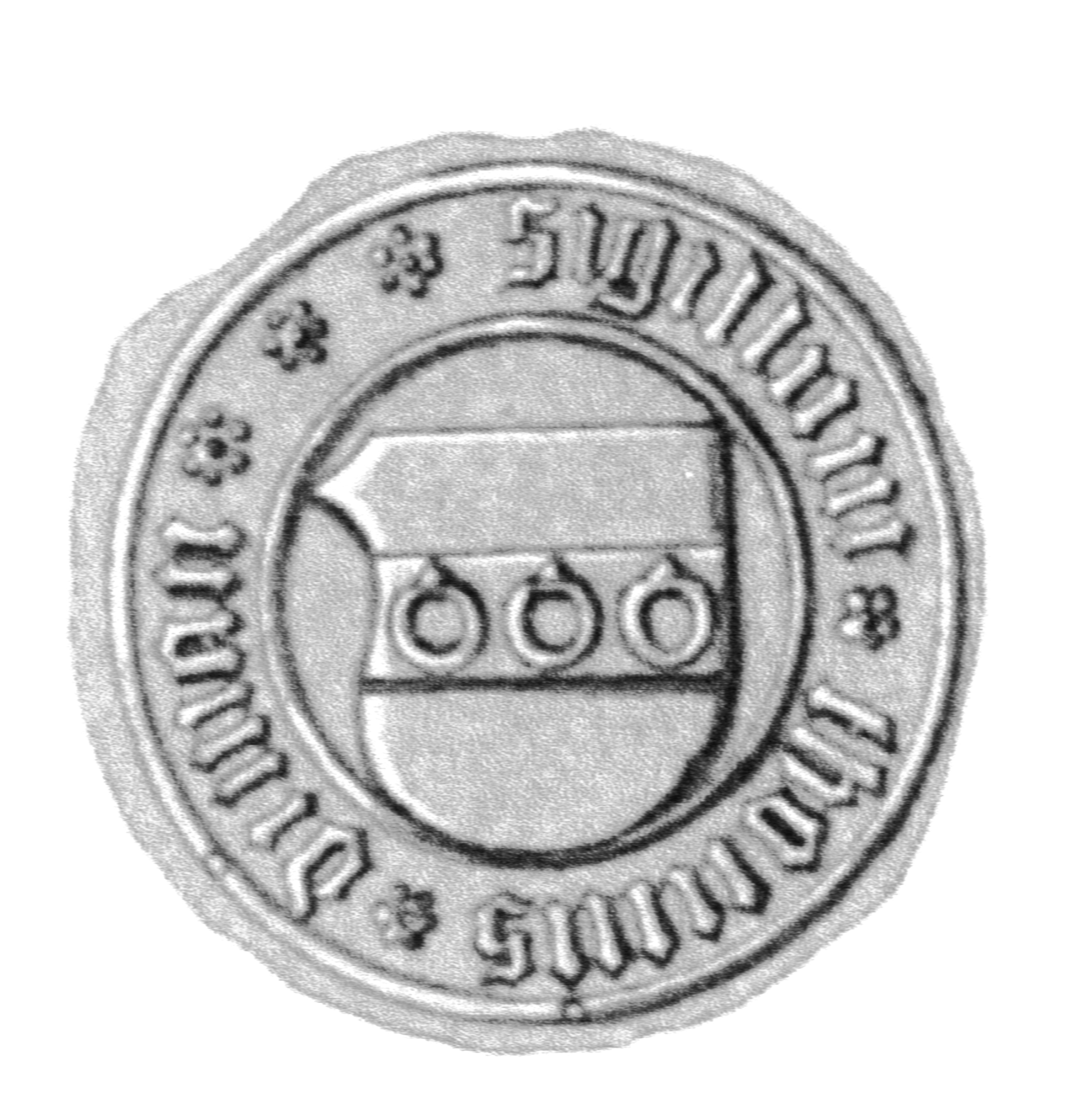
Das Siegel seines Sohnes Tonnyes Diman von 1508 zeigt als Zeichen des Aufstiegs in der Stadt anstelle des Hauszeichens ein Familienwappen

Anton Dimant, niederdeutsch auch Thonies Dyman († 1498 in Lübeck) war Kaufmann und Ratsherr der Hansestadt Lübeck.

## Leben
Anton Dimant wurde 1475 in den Lübecker Rat erwählt. In der Zeit von 1485 bis 1495 fungierte er häufiger als Kämmereiherr der Stadt.
Er war verheiratet mit Kunigunde Eckholt, der Witwe des Lübecker Ratsherrn Ulrich Cornelius, und bewohnte ab 1479 das Haus Breite Straße 29 (Lübeck). Sein Sohn Franz Diemann studierte an der Universität Rostock, wo er 1495/96 zum Magister promoviert wurde, und wurde Domherr des Lübecker Doms und päpstlicher Familiar. Im Auftrage des Lübecker Bischofs war er 1524 an den Vergleichsverhandlungen mit dem Hamburger Scholaster Heinrich Banzkow befasst. Er verstarb am 27. Juni 1527.